# Attila Fiola
Attila Csaba Fiola (Szekszárd, 17 februari 1990) is een Hongaars voetballer die doorgaans speelt als rechtsback. In augustus 2024 verruilde hij Fehérvár voor Újpest. Fiola maakte in 2014 zijn debuut in het Hongaars voetbalelftal.

## Clubcarrière
Fiola speelde in de jeugdopleiding van Paksi. Voor die club maakte de verdediger ook zijn debuut als professioneel voetballer. Op 18 april 2009 speelde Paksi in eigen huis met 1–1 gelijk tegen Zalaegerszeg. Fiola mocht in de blessuretijd van de tweede helft als invaller het veld betreden. In zijn eerste seizoen zou de rechtsback tot drie optredens komen. Ook in zijn tweede jaargang speelde hij nog niet veel, maar vanaf het seizoen 2010/11 werd Fiola een vaste basiswaarde bij Paksi. Op 29 augustus 2014 tekende hij voor zijn eerste treffer. Tijdens een uitwedstrijd bij Szombathelyi Haladás werd met 1–3 gewonnen. De vleugelverdediger, die in de basis startte, opende in de dertigste minuut de score.
In januari 2015 maakte hij de overstap naar Puskás Akadémia, waar hij zijn handtekening zette onder een contract tot medio 2018. In de zomer van 2016 verkaste Fiola naar Fehérvár, waar hij tekende tot 2019. Met die club werd de rechtsback in het seizoen 2017/18 landskampioen en een jaar later bekerwinnaar. Medio 2024 vertrok Fiola transfervrij naar Újpest.

## Clubstatistieken
| Seizoen | Club            | Competitie        | Competitie | Competitie | Beker | Beker | Internationaal | Internationaal | Totaal | Totaal |
| Seizoen | Club            | Competitie        | Wed.       | Dlp.       | Wed.  | Dlp.  | Wed.           | Dlp.           | Wed.   | Dlp.   |
| ------- | --------------- | ----------------- | ---------- | ---------- | ----- | ----- | -------------- | -------------- | ------ | ------ |
| 2008/09 | Paksi           | Nemzeti Bajnokság | 3          | 0          | 0     | 0     | —              | —              | 3      | 0      |
| 2009/10 | Paksi           | Nemzeti Bajnokság | 14         | 0          | 0     | 0     | —              | —              | 14     | 0      |
| 2010/11 | Paksi           | Nemzeti Bajnokság | 27         | 0          | 7     | 0     | —              | —              | 34     | 0      |
| 2011/12 | Paksi           | Nemzeti Bajnokság | 26         | 0          | 2     | 0     | 6              | 0              | 34     | 0      |
| 2012/13 | Paksi           | Nemzeti Bajnokság | 26         | 0          | 6     | 2     | —              | —              | 32     | 2      |
| 2013/14 | Paksi           | Nemzeti Bajnokság | 26         | 0          | 6     | 0     | —              | —              | 32     | 0      |
| 2014/15 | Paksi           | Nemzeti Bajnokság | 13         | 1          | 2     | 0     | —              | —              | 15     | 1      |
| 2014/15 | Puskás Akadémia | Nemzeti Bajnokság | 13         | 0          | 0     | 0     | —              | —              | 13     | 0      |
| 2015/16 | Puskás Akadémia | Nemzeti Bajnokság | 25         | 1          | 0     | 0     | —              | —              | 25     | 1      |
| 2016/17 | Fehérvár        | Nemzeti Bajnokság | 17         | 0          | 0     | 0     | —              | —              | 17     | 0      |
| 2017/18 | Fehérvár        | Nemzeti Bajnokság | 25         | 0          | 0     | 0     | 3              | 0              | 28     | 0      |
| 2018/19 | Fehérvár        | Nemzeti Bajnokság | 19         | 0          | 1     | 0     | 14             | 0              | 34     | 0      |
| 2019/20 | Fehérvár        | Nemzeti Bajnokság | 17         | 0          | 5     | 0     | 3              | 0              | 25     | 0      |
| 2020/21 | Fehérvár        | Nemzeti Bajnokság | 28         | 1          | 4     | 0     | 4              | 0              | 36     | 1      |
| 2021/22 | Fehérvár        | Nemzeti Bajnokság | 26         | 0          | 2     | 0     | 1              | 0              | 29     | 0      |
| 2022/23 | Fehérvár        | Nemzeti Bajnokság | 21         | 0          | 0     | 0     | 6              | 0              | 27     | 0      |
| 2023/24 | Fehérvár        | Nemzeti Bajnokság | 12         | 0          | 0     | 0     | —              | —              | 12     | 0      |
| 2024/25 | Újpest          | Nemzeti Bajnokság | 24         | 0          | 4     | 1     | —              | —              | 28     | 1      |
| Totaal  | Totaal          | Totaal            | 362        | 3          | 39    | 3     | 37             | 0              | 438    | 6      |

Bijgewerkt op 16 juni 2025.

## Interlandcarrière
Fiola maakte zijn debuut in het Hongaars voetbalelftal op 14 oktober 2014, toen door een doelpunt van Ádám Szalai met 0–1 gewonnen werd op bezoek bij Faeröer. Fiola begon aan het duel als reserve, maar van bondscoach Pál Dárdai mocht hij net voor de rust als invaller voor Nemanja Nikolić het veld betreden voor zijn eerste interlandoptreden. De andere debutant dit duel was Dénes Dibusz (Ferencváros).
Met Hongarije nam Fiola in juni 2016 deel aan het Europees kampioenschap voetbal 2016. Hongarije werd in de achtste finale uitgeschakeld door België (0–4), nadat het in de groepsfase als winnaar boven IJsland en Portugal was geëindigd. Fiola kwam op het EK alleen in de eerste poulewedstrijd in actie. Tegen Oostenrijk werd met 0–2 gewonnen door doelpunten van Szalai en Zoltán Stieber. Fiola vormde een centraal duo met Richárd Guzmics. In de drie wedstrijden daarna speelde Roland Juhász op de positie van Fiola. Op 31 maart 2021, tijdens zijn vierendertigste interland, kwam de vleugelverdediger voor het eerst tot scoren. Op die dag opende hij de score tijdens een kwalificatiewedstrijd voor het WK 2022 tegen Andorra. Door doelpunten van Dániel Gazdag, László Kleinheisler en Loïc Nego liep de voorsprong op en de Andorrees Marc Pujol besliste de uitslag op 1–4.
In juni 2021 werd Fiola door bondscoach Marco Rossi opgenomen in de Hongaarse selectie voor het uitgestelde EK 2020. Op het toernooi werd Hongarije uitgeschakeld in de groepsfase na een nederlaag tegen Portugal (0–3) en gelijke spelen tegen Frankrijk (1–1) en Duitsland (2–2). Fiola speelde in alle drie de wedstrijden mee en opende tegen Frankrijk de score. Zijn toenmalige teamgenoten Visar Musliu (Noord-Macedonië), Loïc Nego, Nemanja Nikolić en Bendegúz Bolla (allen eveneens Hongarije) waren ook actief op het EK.
Fiola werd in mei 2024 door Rossi opgenomen in de selectie van Hongarije voor het EK 2024 in Duitsland. Hongarije werd in de groepsfase uitgeschakeld na nederlagen tegen Zwitserland (1–3) en Duitsland (2–0) en een overwinning op Schotland (0–1). Fiola kwam op het EK in twee duels in actie.
| Interlands van Attila Fiola voor Hongarije | Interlands van Attila Fiola voor Hongarije | Interlands van Attila Fiola voor Hongarije | Interlands van Attila Fiola voor Hongarije | Interlands van Attila Fiola voor Hongarije | Interlands van Attila Fiola voor Hongarije | Interlands van Attila Fiola voor Hongarije |
| №                                          | Datum                                      | Wedstrijd                                  | Uitslag                                    | Competitie                                 | Goals                                      |                                            |
| Als speler bij Paksi                       | Als speler bij Paksi                       | Als speler bij Paksi                       | Als speler bij Paksi                       | Als speler bij Paksi                       | Als speler bij Paksi                       | Als speler bij Paksi                       |
| ------------------------------------------ | ------------------------------------------ | ------------------------------------------ | ------------------------------------------ | ------------------------------------------ | ------------------------------------------ | ------------------------------------------ |
| 1                                          | 14 oktober 2014                            | Faeröer – Hongarije                        | 2 – 1                                      | EK 2016 kwalificatie                       |                                            |                                            |
| 2                                          | 14 november 2014                           | Hongarije – Finland                        | 1 – 0                                      | EK 2016 kwalificatie                       |                                            |                                            |
| 3                                          | 18 november 2014                           | Hongarije – Rusland                        | 0 – 2                                      | Vriendschappelijk                          |                                            |                                            |
| Als speler bij Puskás Akadémia             |                                            |                                            |                                            |                                            |                                            |                                            |
| 4                                          | 29 maart 2015                              | Hongarije – Griekenland                    | 0 – 0                                      | EK 2016 kwalificatie                       |                                            |                                            |
| 5                                          | 5 juni 2015                                | Hongarije – Litouwen                       | 4 – 0                                      | Vriendschappelijk                          |                                            |                                            |
| 6                                          | 13 juni 2015                               | Finland – Hongarije                        | 0 – 1                                      | EK 2016 kwalificatie                       |                                            |                                            |
| 7                                          | 4 september 2015                           | Hongarije – Roemenië                       | 0 – 0                                      | EK 2016 kwalificatie                       |                                            |                                            |
| 8                                          | 7 september 2015                           | Noord-Ierland – Hongarije                  | 1 – 1                                      | EK 2016 kwalificatie                       |                                            |                                            |
| 9                                          | 8 oktober 2015                             | Hongarije – Faeröer                        | 2 – 1                                      | EK 2016 kwalificatie                       |                                            |                                            |
| 10                                         | 11 oktober 2015                            | Griekenland – Hongarije                    | 4 – 3                                      | EK 2016 kwalificatie                       |                                            |                                            |
| 11                                         | 12 november 2015                           | Noorwegen – Hongarije                      | 0 – 1                                      | EK 2016 kwalificatie                       |                                            |                                            |
| 12                                         | 15 november 2015                           | Hongarije – Noorwegen                      | 2 – 1                                      | EK 2016 kwalificatie                       |                                            |                                            |
| 13                                         | 26 maart 2016                              | Hongarije – Kroatië                        | 1 – 1                                      | Vriendschappelijk                          |                                            |                                            |
| 14                                         | 20 mei 2016                                | Hongarije – Ivoorkust                      | 0 – 0                                      | Vriendschappelijk                          |                                            |                                            |
| 15                                         | 4 juni 2016                                | Duitsland – Hongarije                      | 2 – 0                                      | Vriendschappelijk                          |                                            |                                            |
| 16                                         | 14 juni 2016                               | Oostenrijk – Hongarije                     | 0 – 2                                      | EK 2016                                    |                                            |                                            |
| Als speler bij Fehérvár                    |                                            |                                            |                                            |                                            |                                            |                                            |
| 17                                         | 6 september 2016                           | Faeröer – Hongarije                        | 0 – 0                                      | WK 2018 kwalificatie                       |                                            |                                            |
| 18                                         | 7 oktober 2016                             | Hongarije – Zwitserland                    | 2 – 3                                      | WK 2018 kwalificatie                       |                                            |                                            |
| 19                                         | 15 november 2016                           | Hongarije – Zweden                         | 0 – 2                                      | Vriendschappelijk                          |                                            |                                            |
| 20                                         | 3 september 2017                           | Hongarije – Portugal                       | 0 – 1                                      | WK 2018 kwalificatie                       |                                            |                                            |
| 21                                         | 10 oktober 2017                            | Hongarije – Faeröer                        | 1 – 0                                      | WK 2018 kwalificatie                       |                                            |                                            |
| 22                                         | 23 maart 2018                              | Hongarije – Kazachstan                     | 2 – 3                                      | Vriendschappelijk                          |                                            |                                            |
| 23                                         | 27 maart 2018                              | Hongarije – Schotland                      | 0 – 1                                      | Vriendschappelijk                          |                                            |                                            |
| 24                                         | 9 juni 2018                                | Hongarije – Australië                      | 1 – 2                                      | Vriendschappelijk                          |                                            |                                            |
| 25                                         | 8 september 2018                           | Finland – Hongarije                        | 1 – 0                                      | Nations League 2018/19                     |                                            |                                            |
| 26                                         | 11 september 2018                          | Hongarije – Griekenland                    | 2 – 1                                      | Nations League 2018/19                     |                                            |                                            |
| 27                                         | 12 oktober 2018                            | Griekenland – Hongarije                    | 1 – 0                                      | Nations League 2018/19                     |                                            |                                            |
| 28                                         | 3 september 2020                           | Turkije – Hongarije                        | 0 – 1                                      | Nations League 2020/21                     |                                            |                                            |
| 29                                         | 8 oktober 2020                             | Bulgarije – Hongarije                      | 1 – 3                                      | EK 2020 kwalificatie                       |                                            |                                            |
| 30                                         | 14 oktober 2020                            | Rusland – Hongarije                        | 0 – 0                                      | Nations League 2020/21                     |                                            |                                            |
| 31                                         | 12 november 2020                           | Hongarije – IJsland                        | 2 – 1                                      | EK 2020 kwalificatie                       |                                            |                                            |
| 32                                         | 18 november 2020                           | Hongarije – Turkije                        | 2 – 0                                      | Nations League 2020/21                     |                                            |                                            |
| 33                                         | 25 maart 2021                              | Hongarije – Polen                          | 3 – 3                                      | WK 2022 kwalificatie                       |                                            |                                            |
| 34                                         | 31 maart 2021                              | Andorra – Hongarije                        | 1 – 4                                      | WK 2022 kwalificatie                       | 45+2'                                      |                                            |
| 35                                         | 8 juni 2021                                | Hongarije – Ierland                        | 0 – 0                                      | Vriendschappelijk                          |                                            |                                            |
| 36                                         | 15 juni 2021                               | Hongarije – Portugal                       | 0 – 3                                      | EK 2020                                    |                                            |                                            |
| 37                                         | 19 juni 2021                               | Hongarije – Frankrijk                      | 1 – 1                                      | EK 2020                                    | 45+2'                                      |                                            |
| 38                                         | 23 juni 2021                               | Duitsland – Hongarije                      | 2 – 2                                      | EK 2020                                    |                                            |                                            |
| 39                                         | 2 september 2021                           | Hongarije – Engeland                       | 0 – 4                                      | WK 2022 kwalificatie                       |                                            |                                            |
| 40                                         | 5 september 2021                           | Albanië – Hongarije                        | 1 – 0                                      | WK 2022 kwalificatie                       |                                            |                                            |
| 41                                         | 8 september 2021                           | Hongarije – Andorra                        | 2 – 1                                      | WK 2022 kwalificatie                       |                                            |                                            |
| 42                                         | 15 november 2021                           | Polen – Hongarije                          | 1 – 2                                      | WK 2022 kwalificatie                       |                                            |                                            |
| 43                                         | 24 maart 2022                              | Hongarije – Servië                         | 0 – 1                                      | Vriendschappelijk                          |                                            |                                            |
| 44                                         | 29 maart 2022                              | Noord-Ierland – Hongarije                  | 0 – 1                                      | Vriendschappelijk                          |                                            |                                            |
| 45                                         | 4 juni 2022                                | Hongarije – Engeland                       | 1 – 0                                      | Nations League 2022/23                     |                                            |                                            |
| 46                                         | 7 juni 2022                                | Italië – Hongarije                         | 2 – 1                                      | Nations League 2022/23                     |                                            |                                            |
| 47                                         | 11 juni 2022                               | Hongarije – Duitsland                      | 1 – 1                                      | Nations League 2022/23                     |                                            |                                            |
| 48                                         | 14 juni 2022                               | Engeland – Hongarije                       | 0 – 4                                      | Nations League 2022/23                     |                                            |                                            |
| 49                                         | 23 september 2022                          | Duitsland – Hongarije                      | 0 – 1                                      | Nations League 2022/23                     |                                            |                                            |
| 50                                         | 26 september 2022                          | Hongarije – Italië                         | 0 – 2                                      | Nations League 2022/23                     |                                            |                                            |
| 51                                         | 17 november 2022                           | Luxemburg – Hongarije                      | 2 – 2                                      | Vriendschappelijk                          |                                            |                                            |
| 52                                         | 20 november 2022                           | Hongarije – Griekenland                    | 2 – 1                                      | Vriendschappelijk                          |                                            |                                            |
| 53                                         | 7 september 2023                           | Servië – Hongarije                         | 1 – 2                                      | EK 2024 kwalificatie                       |                                            |                                            |
| 54                                         | 10 september 2023                          | Hongarije – Tsjechië                       | 1 – 1                                      | Vriendschappelijk                          |                                            |                                            |
| 55                                         | 14 oktober 2023                            | Hongarije – Servië                         | 2 – 1                                      | EK 2024 kwalificatie                       |                                            |                                            |
| 56                                         | 17 oktober 2023                            | Litouwen – Hongarije                       | 2 – 2                                      | EK 2024 kwalificatie                       |                                            |                                            |
| 57                                         | 8 juni 2024                                | Hongarije – Israël                         | 3 – 0                                      | Vriendschappelijk                          |                                            |                                            |
| 58                                         | 15 juni 2024                               | Hongarije – Zwitserland                    | 1 – 3                                      | EK 2024                                    |                                            |                                            |
| 59                                         | 19 juni 2024                               | Duitsland – Hongarije                      | 2 – 0                                      | EK 2024                                    |                                            |                                            |
| Als speler bij Újpest                      |                                            |                                            |                                            |                                            |                                            |                                            |
| 60                                         | 11 oktober 2024                            | Hongarije – Nederland                      | 1 – 1                                      | Nations League 2024/25                     |                                            |                                            |
| 61                                         | 14 oktober 2024                            | Bosnië en Herzegovina – Hongarije          | 0 – 2                                      | Nations League 2024/25                     |                                            |                                            |
| 62                                         | 19 november 2024                           | Hongarije – Duitsland                      | 1 – 1                                      | Nations League 2024/25                     |                                            |                                            |
| 63                                         | 20 maart 2025                              | Turkije – Hongarije                        | 3 – 1                                      | Nations League 2024/25                     |                                            |                                            |
| 64                                         | 23 maart 2025                              | Hongarije – Turkije                        | 0 – 3                                      | Nations League 2024/25                     |                                            |                                            |

Bijgewerkt op 16 juni 2025.

## Erelijst
| Nemzeti Bajnokság | 1 | 2017/18 |
| Magyar Kupa       | 1 | 2018/19 |